# Zadni Stefanowy Żleb

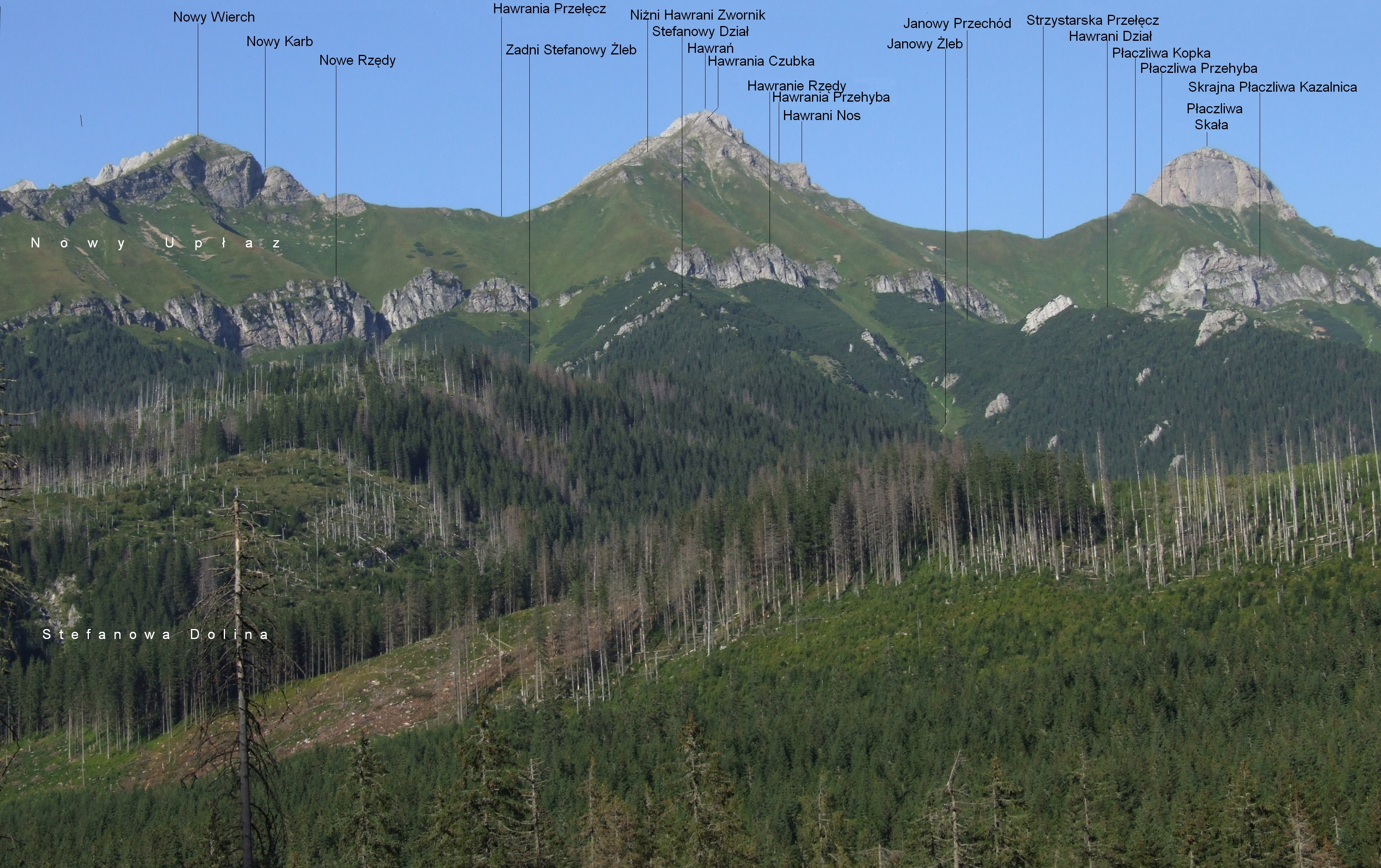
Widok z Doliny Jaworowej

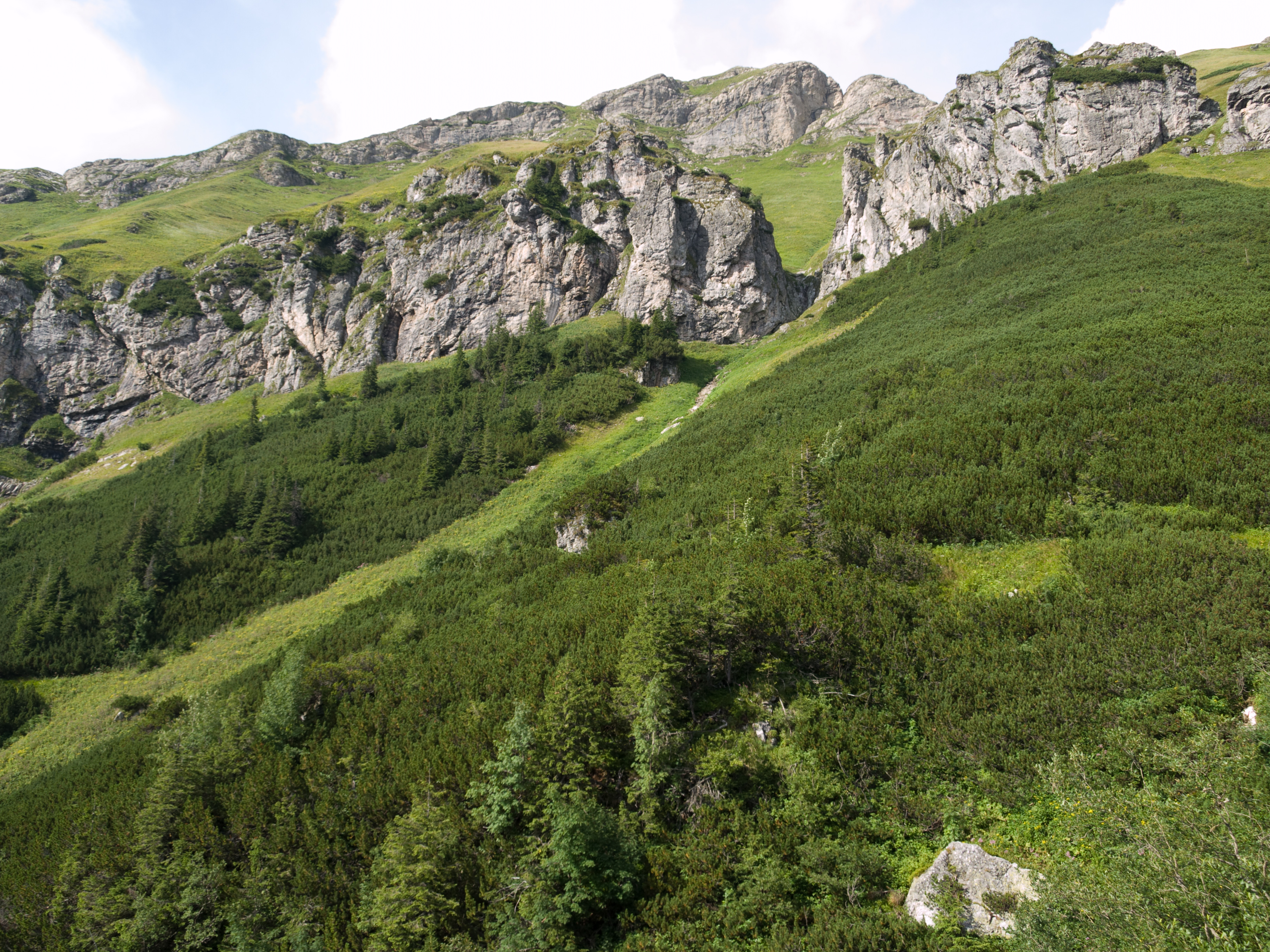
Zadni Stefanowy Żleb i Hawranie Rzędy

Zadni Stefanowy Żleb – żleb będący głównym ciągiem Doliny Stefanowej w słowackich Tatrach Bielskich. Opada kilkoma korytami spod Nowego Wierchu i Hawraniej Przełęczy (główne koryto podchodzi pod Hawranią Przełęcz). Koryta te przecinają skaliste Hawranie Rzędy i łączą się z sobą już pod nimi. Od wysokości około 1480 m tworzą jedno koryto, które opada w kierunku południowo-zachodnim. U podnóży Stefanowego Wierchu żleb zmienia kierunek na zachodni. Na wysokości około 1330 m uchodzi do niego Skrajny Stefanowy Żleb. Żleby te oddzielone są grzędą wyrastającą z głównej grani Tatr Bielskich zaraz po wschodniej stronie Nowej Przełęczy. Tworzy ona zachodnie ograniczenie Zadniego Stefanowego Żlebu. Ograniczenie wschodnie tworzy górna część Stefanowego Działu.
Mimo że żleb przecina piętro kosodrzewiny i regiel górny, jego koryto jest trawiasto-piarżyste, gdyż spadające zimą lawiny nie pozwalają na rozwój drzew i kosówki.
Nazwę żlebu podał Władysław Cywiński w 4 tomie przewodnika Tatry.